# Théâtre de l'Odéon

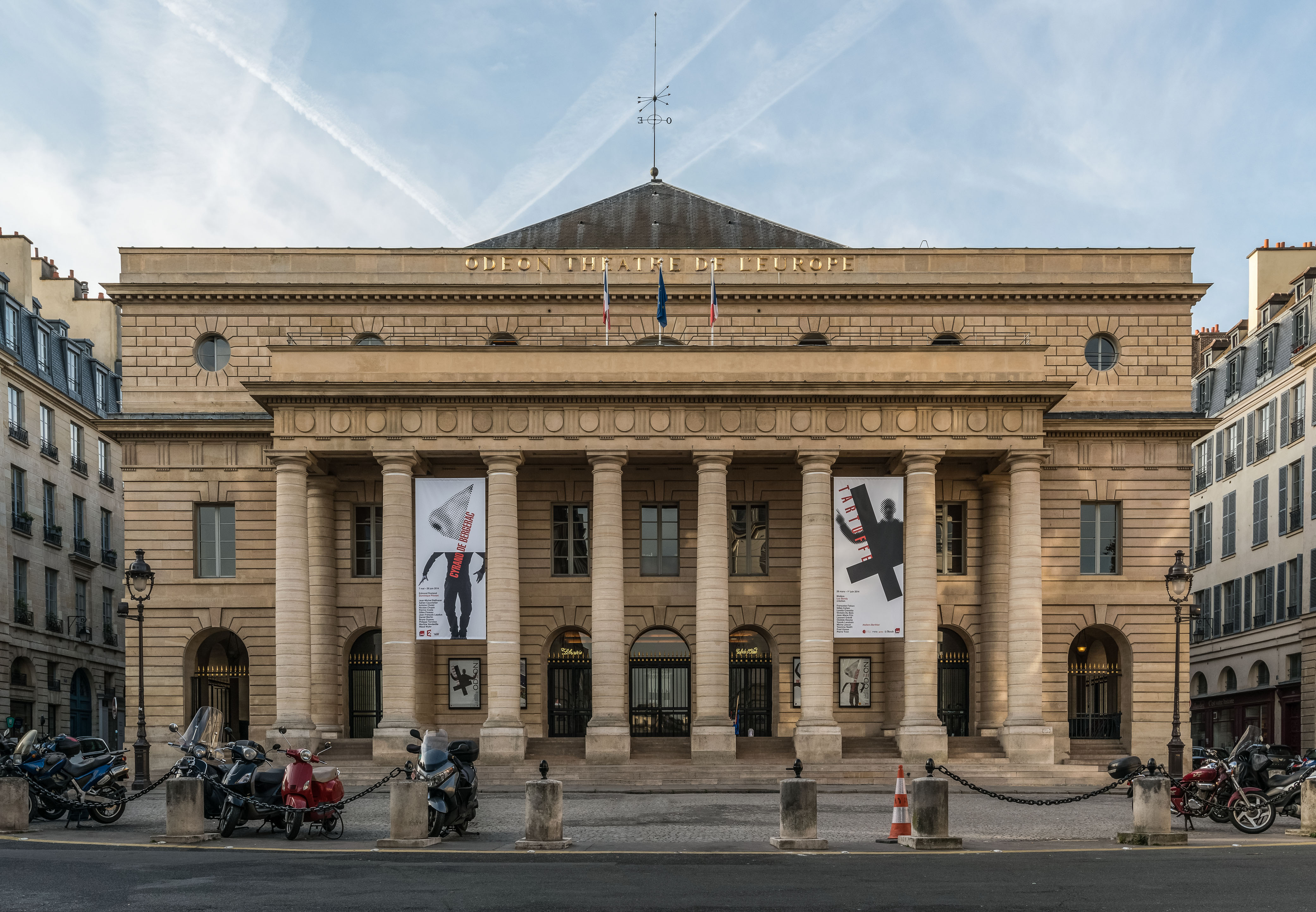
Dagens teater.

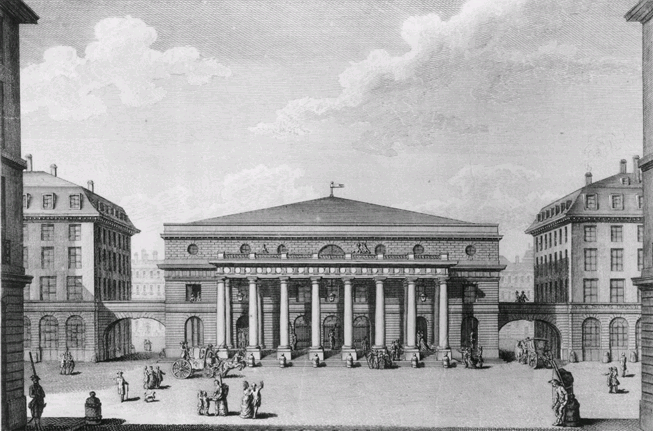
Den första teaterns fasad.

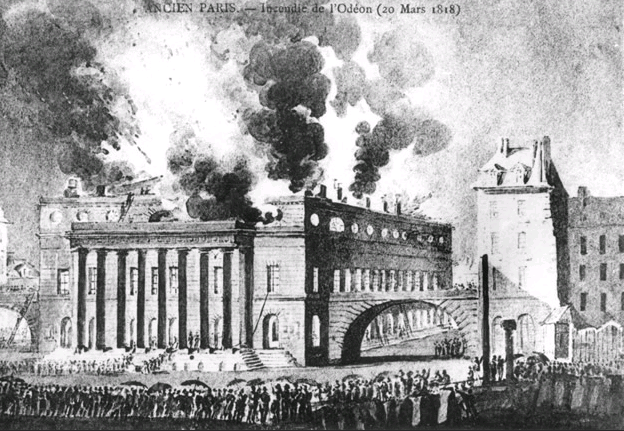
Branden på Odéon 1818.

Le Théâtre de l'Odéon, även kallad  Odéon–Théâtre de l'Europe, är en teater i nyklassicistisk stil belägen vid rue Corneille i 6:e arrondissementet i Paris, invigd 1819. Byggnaden är i italiensk stil, vilket innebär att scenen är kubisk och salongen formad som en halvcirkel.

## Historik

### Första teatern
Den första byggnaden på platsen uppfördes för Comédie-Française efter ritningar av Antoine-François Peyre och Charles de Wailly och invigdes 1782. Den kallades från 1789 Théâtre de la Nation och från 1794 Théâtre de l'Égalité. Byggnaden brann 1799.

### Andra teatern
Den restaurerades av Jean-François-Thérèse Chalgrin och återöppnades under privat ledning som Théâtre de l'Impératice 1808. Den brann på nytt 1818, restaurerades av Pierre Thomas Baraguay och Prévost och öppnades 1819 under nuvarande namn.
Odeonteatern fick som Paris främsta privatteatern binamnet second Théâtre français och organiserades från 1841 med statligt understöd. Bland dess många teaterchefer märks Bocage, André Antoine och Firmin Gémier.
Sedan september 1971 är Odéon en av Frankrikes sex nationalteatrar.